# Гелена Таттермусхова
Гелена Таттермусхова (чеськ. Helena Tattermuschová; 28 січня 1933, Прага — 6 липня 2025, там же) — чеська лірична колоратурна співачка-сопрано. У 1956—1991 роках працювала в Національному театрі і виступала переважно в операх Моцарта та чеських операх, як-от головна роль у «Хитрій лисиці» Яначека, Терінка в «Якобінці» Дворжака та Блаженка в «Таємницях» Сметани.

## Біографія

### Ранні роки
Народилася у Празі 28 січня 1933 року. Виросла у великій робітничій родині в празькому районі Лібень. Першу вокальну освіту отримала у шкільного хормейстера Вацлава Матоушека. У 1948—1953 роках вивчала вокал у Власти Лінгартової в Празькій музичній академії. У 1953—1954 роках навчалася на факультеті музики та танцю Академії виконавських мистецтв у Празі у Яроміри Томачкової. Під час навчання виступала в Університетському художньому ансамблі Карлового університету з 1950 по 1954 рік. З червня 1953 року вже виступала в Празькому національному театрі (тоді Театр Сметани) у ролях служниці Барче в «Поцілунку» Сметани, кухаря Кухтіка в «Русалці» Дворжака, Есмеральди в «Проданій нареченій» Сметани та Пасачека в «Вирі» Євгена Сухоня. 1954 року виграла другу премію на співочому конкурсі «Празька весна». Того ж року стала лавреаткою міжнародного конкурсу імені чеських оперних зірок Еми Дестінновою та Карела Буріана у Празі у категорії сопрано.

### Кар'єра

#### Острава
Після завершення навчання 1955 року отримала запрошення від театру Зденека Неєдли при Остравській опері (нині Національний Моравсько-Сілезький театр), спочатку на роль Музетти в опері Пуччіні «Богема». Під керівництвом музичного керівника Рудольфа Вашати вона виконала там 22 ролі, з них 14 головних. Її високий ліричний голос-сопрано дозволив їй протягом багатьох років кар'єри виконувати юнацькі та брючні партії. В Остраві 1955 року зіграла Олімпію в опері Оффенбаха «Казки Гофмана», головну роль в «Травіаті» Верді, Лудіше в «Бранденбуржцях у Чехії» Сметани, а 1956 року з'явилась в рлі Констанци у «Викрадені із сералю» Моцарта.

#### Прага
1956 року приєдналася до Празького національного театру, де продовжувала грати протягом 35 років, до 1991 року. Завдяки виразно дівчачому голосу виконувала ролі Папагени в «Чарівній флейті» Моцарта, Церліна в «Дон Жуані» та Сусанна у «Весіллі Фігаро». Вона також виступала в колоратурних ролях Розіни в «Сівільському цирульнику» Россіні та Джильди в «Ріголетто» Верді.
Винятковим внеском Таттермусхової стало виконання чеського репертуару на національній та міжнародній сценах, а також записи. 1970 року пережила найбільший тріумф, виконавши головну роль в опері Яначека «Хитра лисиця», яку згодом записала. Фільм цієї постановки згодом ушанований гран-прі Академії Чарльза Кроса, Золотою платівкою (Японія) та премією «Празька весна».
Її молодий голос підійшов на ключову роль хлопчика Альєя у майже чоловічому складі опери Яначека «З мертвого дому» (також виконаної на Единбурзькому фестивалі 1964 року). Зіграла Крістіну в опері «Справа Макропулоса». Співала в чеських операх Сметани: дочки радника Блаженки в «Таємниці», Їтка в «Даліборі», веселої вдови Кароліни в «Двох вдовах» і Катушки в «Стіні диявола», а також Дворжака, дочки вчителя Терінки в «Якобінцях». Серед її ролей — Блондинка у «Викраденні із сералю» і Деспіна в «Так чинять усі» Моцарта, Оскар в «Балі-маскараді» і Нанетта в «Фальстафі» Верді, Мікаела в «Кармен» Бізе, Мімі в «Богемі», Ліу в «Турандот», головна роль в «Мадам Батерфляй» і Лауретта в «Джанні Скіккі» Пуччіні та Софі в «Кавалері троянди» Штрауса. Вона надала своїм ролям характеру, «граючи граційно та яскраво, з ніжним почуттям гумору».

#### Міжнародна опера
За межами Чехословаччини виступала як запрошена артистка в «Лісеу» в Барселоні, театрі Ла Монне в Брюсселі, Амстердамі, Національній опері в Софії, Великому театрі у Варшаві, Неаполі та Венеції. Виступила на британській прем'єрі опери Яначека «Подорожі пана Броучека на Місяць» на Единбурзькому фестивалі.

#### Концерти
Зробила вісімдесят записів для Чехословацького радіо. Брала активну участь у сольних виступах і концертах, виконуючи не лише стандартний репертуар Моцарта, Гайдна та Дворжака, а й нові твори, як-от «Похвала світлу» Святоплука Гавелки та «Cris du Monde» Онеггера. Виконала партії у «Симфонія № 9» Бетховена, а також у «Месі сі мінор» та «Страстях за Матвієм» Баха.

#### Викладання та пізніші роки
У 1977—1991 роках викладала оперний вокал у Празькій консерваторії. 2013 року отримала премію Талія за життєві досягнення.
Померла у Празі 6 липня 2025 року у 92 рок.

## Записи
Більшість записів зробила для Supraphon з хором та оркестром Празького національного театру.
- Яначек: The Cunning Little Vixen (головна роль)[6], з Евою Зікмундовою і Зденеком Кроупою, дирижер Богуміл Грегор OCLC 643453902
- Яначек: The Cunning Little Vixen (Чубарка), дирижер Вацлав Нойман OCLC 659254891
- Яначек: The Makropulos Affair[6] (Крістіна) з Любушею Приловою, Іво Жидеком і Віктором Кочі, дирижер Богуміл Грегор OCLC 1344380029
- Яначек: Jenůfa (Яно) Приловою, Вілемом Пршибилом, Іво Жидеком, дирижер Богуміл Грегор OCLC 909124452
- Яначек: Z mrtvého domu[6](Альєя) з Вацлавом Беднаржем, Бено Блахутом, Іво Жидеком, дирижер Богуміл Грегор[16] OCLC 753153998
- Глюк: Szenen aus seinen Opern, Орфей (Амур), з Вераою Соукуповою і Надеждою Кніпловою, дирижер Петер Мааг OCLC 1281915242

- Сметана: Libuše з Ніпловою, Беднарж, Пршибилом, Міладою Шубертовою, Соукуповою, Кроупою і Жидеком, дирижер Ярослав Кромбгольц OCLC 1514701305

- Орф: Trionfi, Catulli Carmina, з Жидеком, дирежер Вацлав Сметачек OCLC 761612147

- Павел Коваржовиць: Psohlavci з Антоніном Вотавою, Блахутом, Драгомірою Тікаловою, Мартою Красовою, Зденеком Отавою, дирежер Франтішек Дік OCLC 1385403312

- Якуб Ян Риба: My Lovely Nightingale (пастурела для сопрано, флейти, органа й оркестру), дирежер Вацлав Сметачек OCLC 839074283

- Онеґґер: Cris du monde (ораторія для вокальних солістів, хору й оркестру), дирежер Серж Бодо OCLC 716412553

- Чеський композитор: Lament Over the Ruined Town of Ur (й інші праці) з Карелом Берманном, дирежер Павел Кюн OCLC 1026411711